# 巴卡里·萨科
巴卡里·沙高（法語：Bakary Sako，1988年4月26日—）是一名在法國出生的馬里足球運動員，司職進攻中場，亦可擔任翼鋒，出身沙特魯青訓系統，其後轉投老牌球會聖伊天，曾於狼隊及水晶宮效力。2018年10月初加盟西布朗。

## 生平

### 球會
早年
沙高自2001年開始在出生地巴黎以南的法乙球會沙特魯青訓系統接受足球訓練，於2005/06年球季煞科日為一隊首秀。翌季簽署首份為期3年的職業球員合約，並正式提升上一隊，獲發26號球衣。接著兩季沙高被投閒置散，僅獲數場後補上陣的機會。直到2008/09年球季沙高才成為一隊的常規正選，協助球隊於球季最後一天成功護級。
2009年夏季沙高轉投法甲球會聖伊天，轉會費没有透露，簽約4年。
狼隊
2012年夏季沙高與聖伊天僅餘1年合約，他投效剛降班英冠的狼隊，身價没有透露，簽約3年，是時任主教練簽入的第七名球員。沙高在8月30日為狼隊在英格蘭聯賽盃第二圈對首次上場，並射入1球協助球隊以3-1取勝晉級下圈賽事。3天後在聯賽首季對卡迪夫城，雖然為狼隊先拔頭籌，但主隊有演出帽子戲法而反勝3-1。沙高加盟狼隊首季表現出色，雖然季末因腿後腱而缺陣，仍然在各項賽事上陣39場及射入10球，但球隊不幸連續兩年降班收場，由英超滑落到英甲。
2013/14年球季沙高演出八面玲瓏，在各項賽事上陣42場並轟入13球，是狼隊的聯席首席射手，更交出14個助攻成為英甲助攻王，入選PFA英甲最佳陣容，協助狼隊以破紀錄的103分贏得英甲錦標及升班重返英冠。
2014/15年球季沙高繼續表現出色，在各項賽事上陣43場及射入個人新高的15球，但狼隊與和同分，僅因得失球差不及對手而失落附加賽席位。

### 國家隊
沙高為法國青年隊在不同年齡級別參加國際賽，首先入選法國U18，繼後為法國U19征戰2007年歐洲U-19足球錦標賽，於準決賽被賽事最終冠軍西班牙淘汰出局。2009年2月沙高晉升法國U21，並於同年土伦杯国际足球邀请赛對卡塔爾取得首個入球。
沙高雖然是法國小國腳，但一直没有為成年隊在正式國際賽上陣，而其雙親均來自馬里，故有資格代表馬里國家隊參加國際賽。其實他早於2005年曾代表馬里U17 上陣1場友誼賽，當時球隊正在備戰2005年非洲U17足球錦標賽。
國家隊入球
馬里的成績置於比分與結果的前方。
| 進球 | 日期           | 場館                             | 對手     | 比分 | 結果 | 賽事               |                        |
| ---- | -------------- | -------------------------------- | -------- | ---- | ---- | ------------------ | ---------------------- |
| 1.   | 2014年5月25日  | 法國白鸽城伊芙庄园奥林匹克体育场 | 几内亚   | 1–0  | 1–2  | 友誼賽             | （页面存档备份，存于） |
| 2.   | 2014年9月7日   | 馬里巴馬科Stade du 26 Mars       | 马拉维   | 1–0  | 2–0  | 2015年非國盃外圍賽 | （页面存档备份，存于） |
| 3.   | 2014年10月15日 | 馬里巴馬科Stade du 26 Mars       | 衣索比亞 | 1–0  | 2–3  | 2015年非國盃外圍賽 | （页面存档备份，存于） |
| 4.   | 2015年1月24日  | 赤道几内亚馬拉博馬拉博運動場     |          | 1–0  | 1–1  | 2015年非國盃       | （页面存档备份，存于） |
| 5.   | 2015年3月25日  | 法國博韦Stade Pierre Brisson     | 加彭     | 3–3  | 3–4  | 友誼賽             | （页面存档备份，存于） |
| 6.   | 2015年3月31日  | 法國巴黎夏洛蒂体育场             |          | 1–1  | 1–1  | 友誼賽             | （页面存档备份，存于） |

## 榮譽

### 球隊
狼隊
- 英格蘭足球甲級聯賽冠軍：2013/14年；

### 個人
- PFA英甲最佳陣容：2013/14年；
- PFA英冠最佳陣容：2014/15年；

## 外部連結
- Official club profile （页面存档备份，存于）
- 足球数据库：巴卡里·萨科的球员统计数据
- 巴卡里·萨科在 National-Football-Teams.com 上的出场纪录
- 巴卡里·萨科 – 法國職業足球聯賽数据 – 支持法语（已存档）
- FFF （页面存档备份，存于） national team stats. （法文）